# Citânia de Briteiros
A Citânia de Briteiros é um sítio arqueológico céltico da Idade do Ferro, situado no alto do monte de São Romão, na antiga freguesia de Salvador de Briteiros, município  de Guimarães, em Portugal. Consiste num castro ou povoado fortificado de grandes dimensões, composto por um núcleo urbano central no topo da colina, e um conjunto de muralhas que defendia o povoado em si. É considerado um dos principais sítios arqueológicos da proto-história em território nacional, tendo permitido um estudo aprofundado da cultura e organização urbana castreja do Norte do país. Foram encontrados vestígios de uma complexa organização urbana, com uma malha de ruas a delimitarem zonas áreas públicas e privadas, e um grande conjunto de residências de formatos diversos, dois balneários, num dos quais foi descoberta a famosa laje conhecida como Pedra Formosa, e um edifício central de reuniões.
A colina foi habitada desde o neolítico ou ao calcolítico, mas o castro em si é muito mais tardio, tendo atingido o seu auge entre os séculos II a I a.C.. Porém, entrou em declínio após a conquista romana, tendo deixado de ser permanentemente habitado no século II d.C., embora a ocupação tenha-se provavelmente prolongado até ao século IV. Embora as ruínas sejam conhecidas pelo menos desde o século XVI, os primeiros trabalhos arqueológicos só se iniciaram na década de 1870, por Francisco Martins Sarmento. A Citânia de Briteiros foi classificada como Monumento Nacional em 1910. Em 1930 iniciou-se uma nova fase de investigações arqueológicas, coordenadas por Mário de Vasconcelos Cardoso, presidente da Sociedade Martins Sarmento, que terminaram em 1968. Entretanto, entre 1956 e os finais da década de 1970 também se levou a cabo um conjunto de campanhas arqueológicas regulares, e em 1977 foi feita a primeira sondagem que se enquadrou nas técnicas de escavação introduzidas pela moderna arqueologia científica. Depois de trabalhos pontuais na década de 1980 e em 2002, em 2004 teve início uma nova série de estudos da Citânia de Briteiros, por parte da Sociedade Martins Sarmento e da Universidade do Minho.

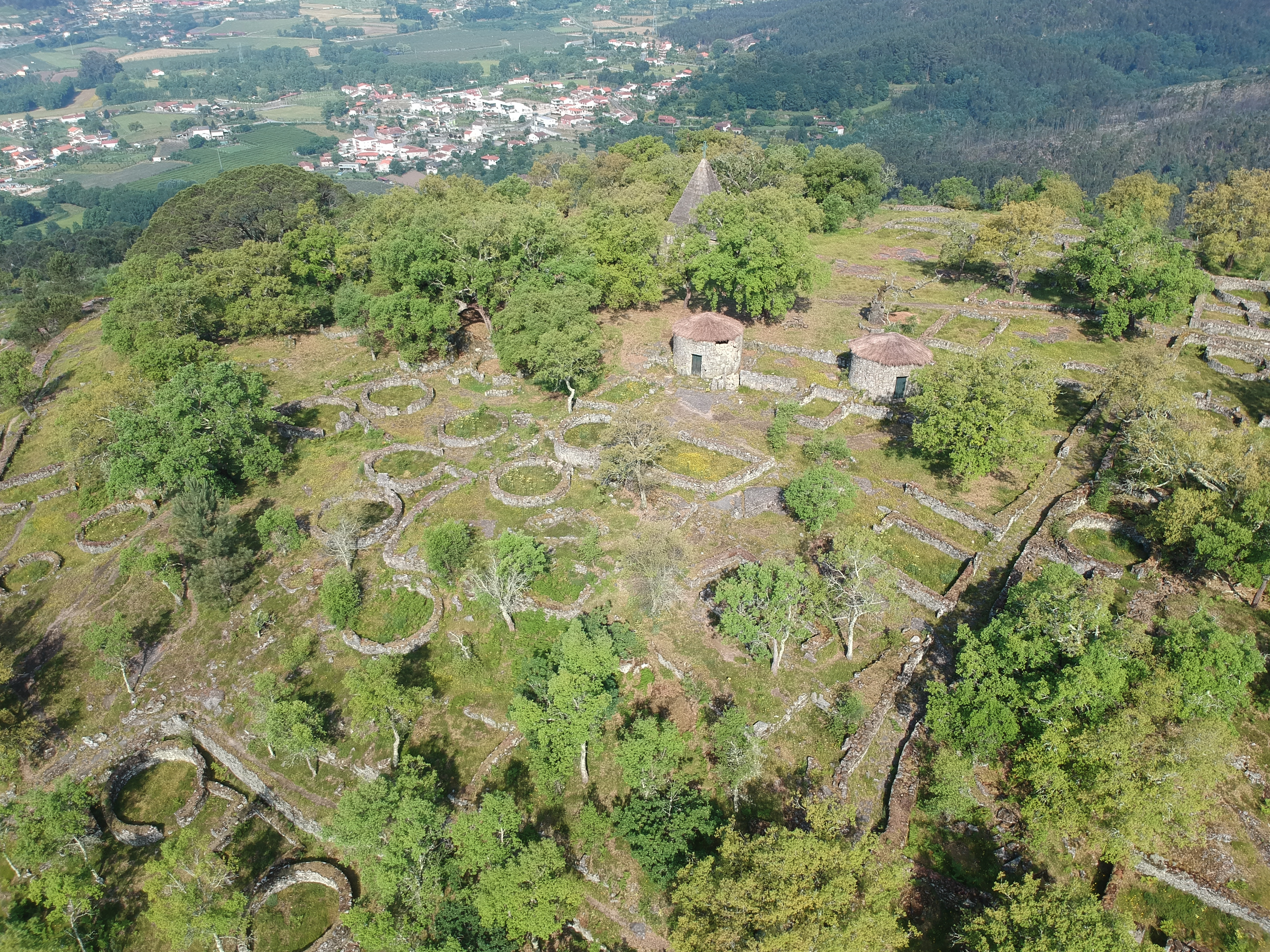
Fotografia aérea da Citânia de Briteiros, em 2020.

## Descrição

### Localização
O sítio arqueológico da Citânia de Briteiros corresponde a um antigo povoado fortificado de grandes dimensões, com uma área total de cerca de 24 hectares, dos quais apenas cerca de sete hectares fazem parte da zona visitável. Está situado no cume do Monte de São Romão, nas margens do Rio Ave, que no seu ponto mais elevado atinge os 336 m de altitude. Este local foi provavelmente escolhido por permitir um bom controlo visual sobre a área em redor, e ao mesmo tempo tinha acesso fácil ao rio, com os seus recursos piscíscolas. A colina onde se situa faz parte do conjunto montanhoso da Falperra-Sameiro, entre os concelhos de Guimarães e Braga.
Está situado na área setentrional do concelho de Guimarães, a cerca de quinze quilómetros de distância da sede do município. O acesso ao sítio arqueológico faz-se a partir da EN 101, depois pela EN 310, e finalmente por estradas municipais, passando por São Salvador de Briteiros. Junto ao sítio arqueológico corre um lanço da Estrada Nacional 309.

### Conservação e importância
O sítio arqueológico da Citânia de Briteiros está classificado como Monumento Nacional. É considerado como um dos mais importantes povoados proto-históricos na Península Ibérica, devido às suas grandes dimensões, pela monumentalidade das muralhas, a arquitectura dos edifícios, e a organização urbana. Em conjunto com a Citânia de Sanfins, em Paços de Ferreira, é igualmente um dos sítios arqueológicos onde pode ser melhor estudada a cultura castreja na área Noroeste do país. É também considerado como um ex-libris da União de Freguesias de Briteiros - São Salvador e Briteiros - Santa Leocádia.

### Composição

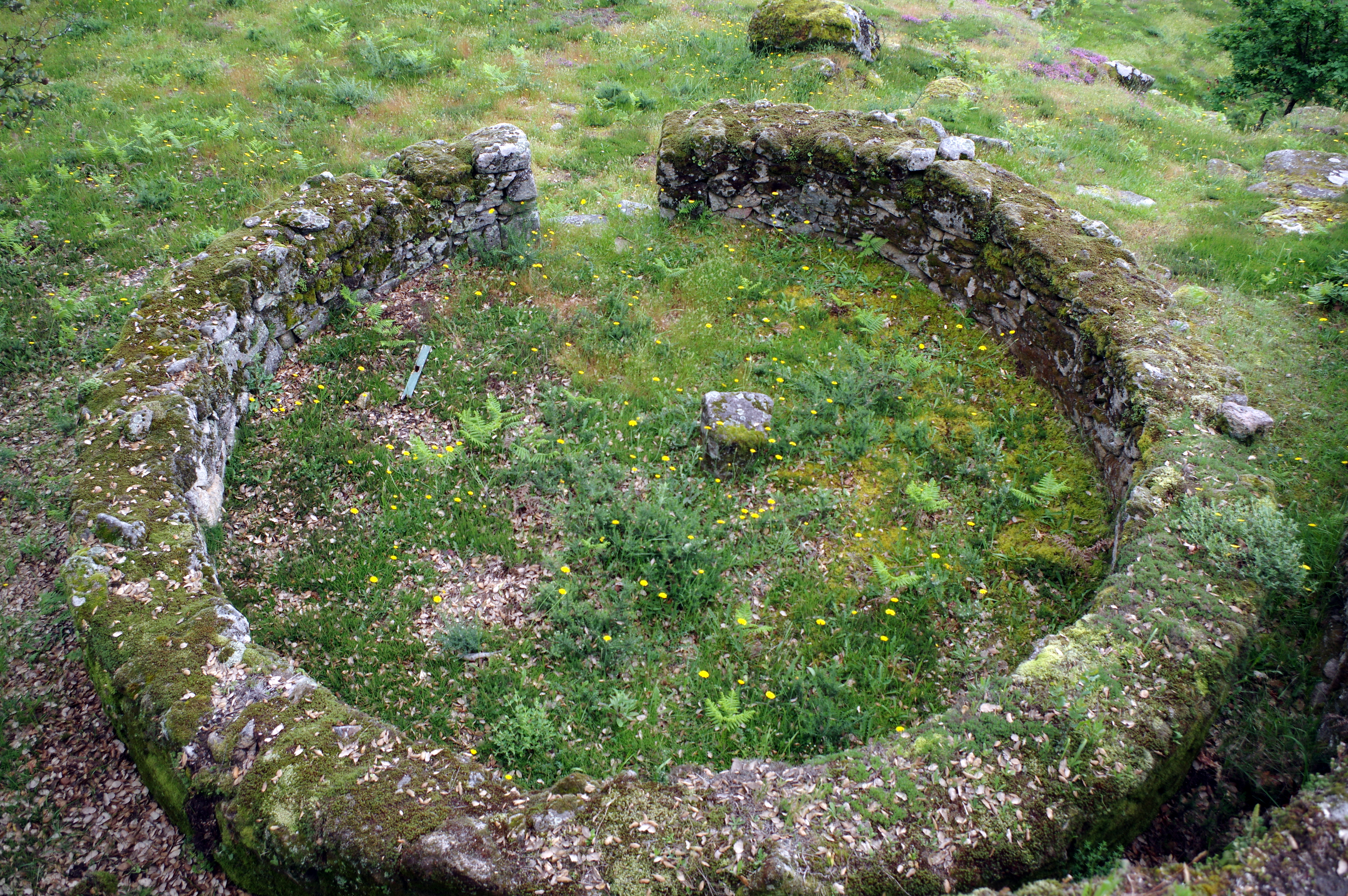
Pormenor de uma casa circular, sendo visível a grande espessura das paredes.

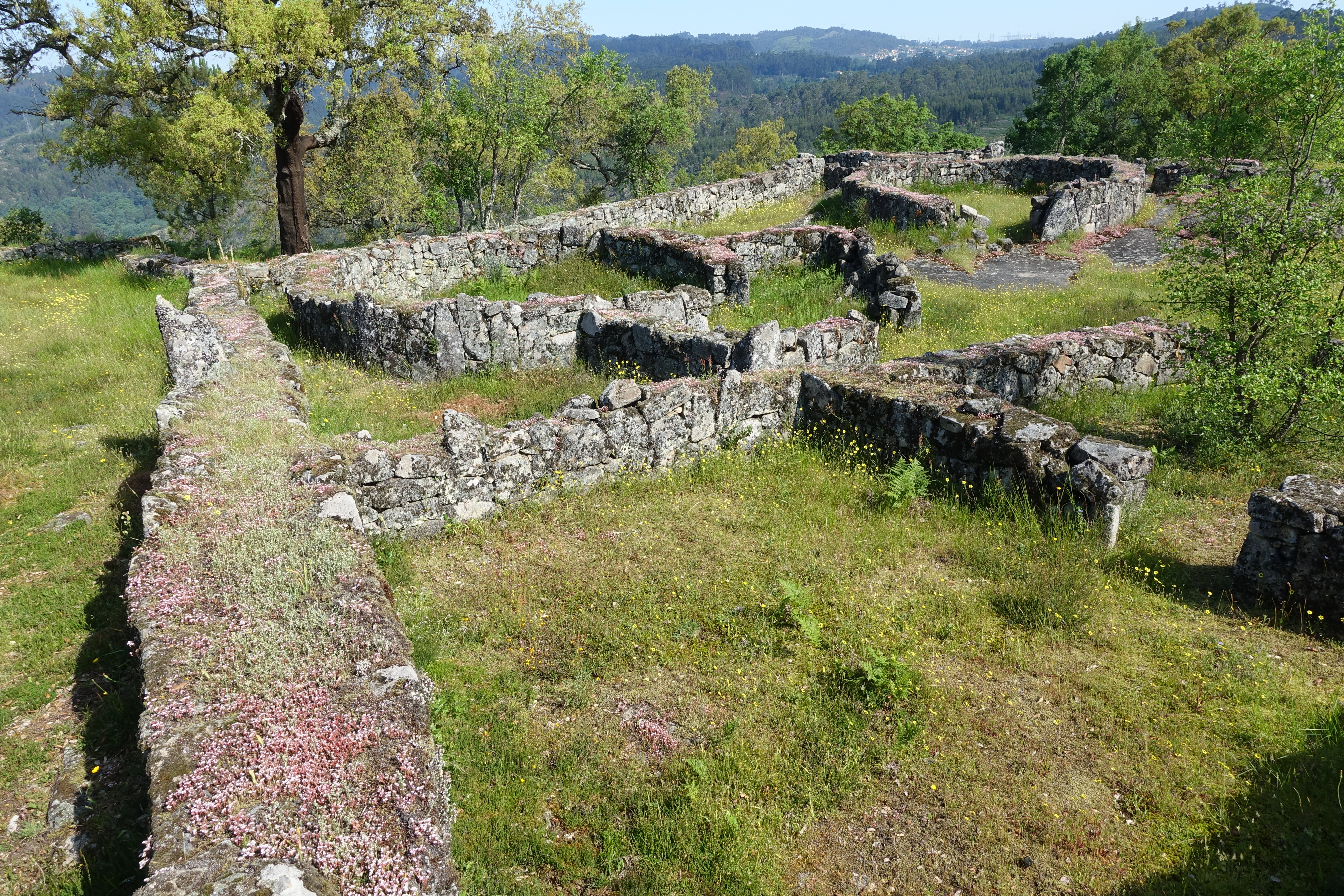
Pormenor de uma casa circular com outra estrutura anexa.

#### Acrópole
A Citânia de Briteiros era principalmente composta por uma área central cercada por várias linhas de muralhas. Esta zona central, também conhecida como acrópole, tinha cerca de 250 x 150 m, e era formada por vários edifícios residenciais e áreas públicas, como a Casa do Conselho e o complexo dos balneários, sendo o interior cruzado por uma rede de arruamentos de configuração ortogonal, com dois caminhos principais. É de especial interesse a forma como as áreas no interior estavam organizadas em redor destas ruas, formando pequenos núcleos semelhantes a quarteirões, com uma separação óbvia entre espaços privados e públicos, com por exemplo uma zona ocupada apenas por unidades familiares e núcleos destinados a famílias grandes. A rua principal, que era a mais extensa, tinha um percurso no sentido de Sudoeste para Norte, iniciando-se perto de um dos balneários e terminando na área mais elevada da povoação. A partir desta artéria partiam várias ruas secundárias, que separavam os bairros.
A maior parte das casas eram de planta circular, e provavelmente albergariam famílias extensas. Cada conjunto familiar era composto por um pequeno complexo de edifícios, de funções diferentes, e que estavam rodeados por um muro. O edifício principal era normalmente circular, e tinha um pátio exterior, com lajeado, tendo sido encontrados vestígios de bancos nalguns destes espaços. Por vezes este conjunto incluía outros edifícios circulares, que provavelmente pertenceriam a outros ramos da mesma família, talvez os membros mais jovens. Alguns dos edifícios de planta rectangular não seriam casas, mas armazéns para guardar alfaias, ferramentas e alimentos, e de acordo com o arqueólogo Armando Coelho, os conjuntos residenciais também incluiriam uma cisterna. Os complexos residenciais situados no ponto mais elevado da colina seriam provavelmente habitados pelas famílias mais ricas e importantes, como a chamada Casa de Coronero, que segundo o arqueólogo Francisco Sande Lemos, «estava localizada num dos pontos mais simbólicos da Citânia, num local elevado, com uma ampla panorâmica sobre o vale do rio Ave».
Entre os edifícios residenciais, também se destacam as chamadas Casa da Espiral e a Casa de Auscus. A primeira apresenta vários elementos típicos da Idade do Ferro, sendo formada por um conjunto de três casas circulares em redor de um pátio central lajeado, sendo este complexo delimitado por um muro. A Casa de Auscus era uma unidade residencial de tipologia domus, composta por edifícios de planta rectangular que também rodeavam um pátio lajeado, igualmente de forma rectangular. O nome desta última advém de ter sido encontrado um elemento arquitectónico com a inscrição Auscus, que poderia ter sido o nome da família ou apenas do proprietário. Em ambos os casos foram encontrados elementos decorativos, incluindo lintéis ornamentados, que pode indicar que os seus proprietários seriam mais abastados e/ou teriam posições sociais elevadas. Ao contrário da maioria das povoações fortificadas em território nacional, que concentravam um pequeno número de casas, a Citânia de Briteiros era de grandes dimensões, tendo Martins Sarmento escavado mais de duas centenas de estruturas habitacionais, estimando-se que este número corresponderia apenas a metade do total no interior do recinto. A maioria das casas eram de planta circular, com um diâmetro aproximado de cinco metros, enquanto que as restantes eram rectangulares, com alguns exemplares onde os cantos interiores eram arrendondados. As paredes eram constituídas por pedras unidas por terra amassada, e eram muito grossas, com uma espessura aproximada de meio metro, e o telhado era de colmo, tendo algumas recebido telhas após a conquista romana. Nas casas circulares, o telhado era igualmente suportado por uma vara de madeira no centro do edifício, que estava fixada numa pedra enterrada no solo. Os pavimentos eram normalmente em terra natural, ou de barro batido. Duas das casas circulares foram reconstruídas por Martins Sarmento, no sentido de dar uma ideia aos visitantes de como seriam estes edifícios.
Num artigo escrito por Guedes de Amorim e Sousa Martins e publicado na revista Ilustração em 1930, refere-se que «logo à entrada desta povoação [...] os nossos olhos registam a fonte - hoje, o povo, chama-lhe «fonte sêca» - e a caleira que conduzia a água».
A flora no interior do sítio arqueológico também tem merecido especial atenção, tendo um pinheiro-manso com cerca de 120 anos sido classificado como árvore de interesse público em 2021, na iniciativa Árvore do Ano 2023, organizada pelo Laboratório da Paisagem, em Guimarães, foi o segundo exemplar mais votado.

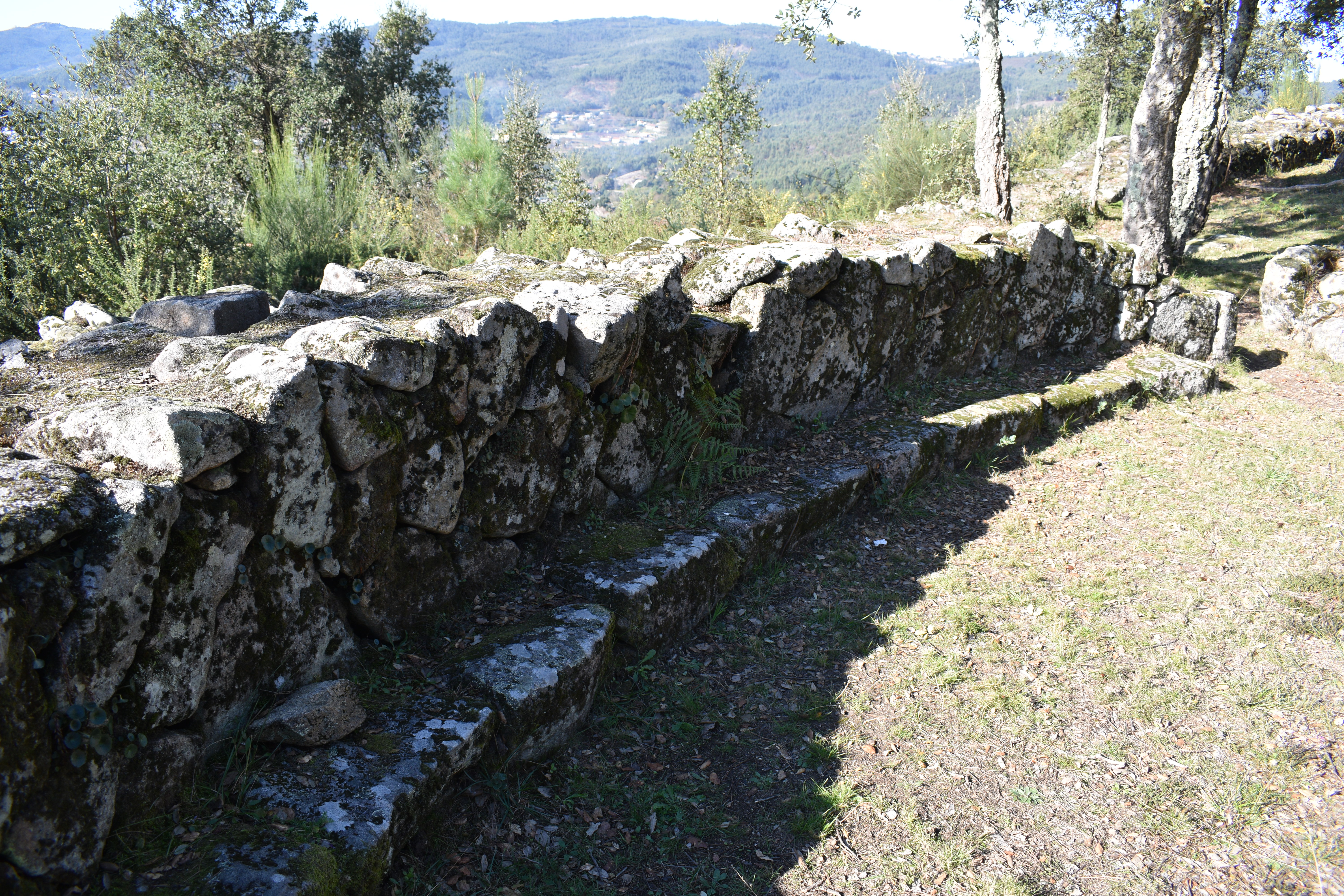
Interior da Casa do Conselho em 2021, sendo visível o banco corrido.

##### Casa do Conselho
No ponto central do castro foi identificada uma estrutura circular de grandes dimensões, com cerca de 11 m de diâmetro, que tinha no seu interior um banco corrido em pedra, tendo sido identificada como a Casa do Conselho, onde seriam feitas as reuniões dos anciãos, tendo alguns autores avançado a teoria que também poderá ter sido utilizada em banquetes. O edifício apresentava várias semelhanças com um outro encontrado no Castro do Vieito, no concelho de Viana do Castelo, incluindo a presença de um banco corrido no seu interior. Um elemento de especial interesse neste imóvel é uma gravura num dos blocos de granito que formam o banco corrido, representando uma arma, identificada como uma falcata, um tipo de espada curta, que foi utilizada em diferentes regiões da Península, entre os séculos V e I a.C.. Esta foi a única gravura encontrada nas pedras do banco, pelo que poderia ter simples funções decorativas, ou então poderia ter algum significado para os utilizadores do edifício, uma vez que geralmente os chefes locais utilizavam figuras como armas e guerreiros como símbolos de poder.
No artigo de 1930, este edifício foi descrito como tendo originalmente cinco divisões, em contraste com as restantes casas, que eram de divisão única, nalguns casos com um pequeno vestíbulo na zona de entrada. Faz-se igualmente referência a uma casa cujos muros apresentavam um aparelho de pedras em fiadas regulares, organizadas em forma de hélice, sistema que era conhecido pelos romanos como opus reticulatum. Algumas das casas tinham à sua entrada pedras lavradas com desenhos estilizados, tendo sido descoberto um baixo relevo com duas figuras humanas muito simples. Foram igualmente encontradas as bases de duas colunas, que provavelmente também serviriam para decorar a entrada de uma residência.

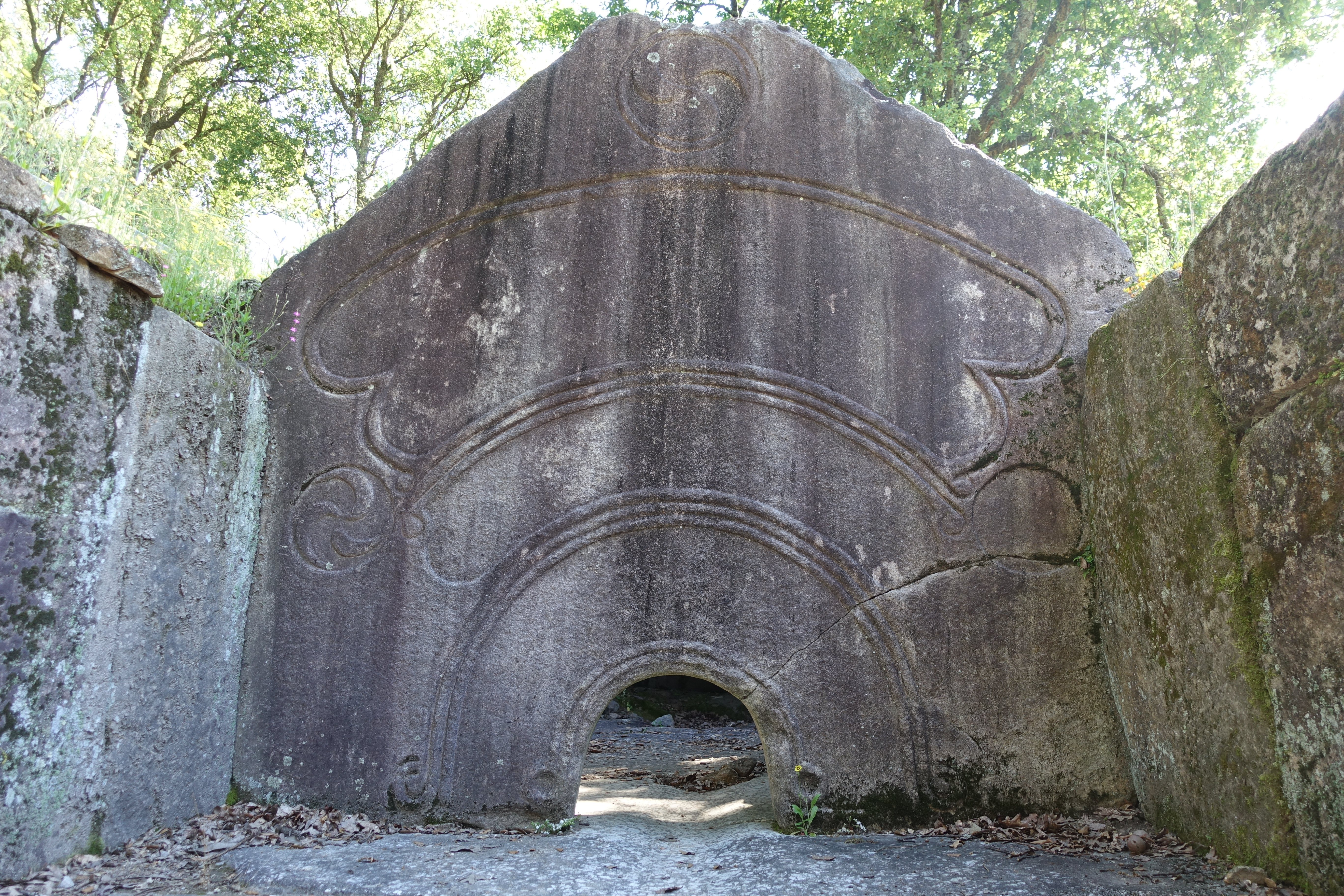
Interior de um dos balneários, vendo-se a laje conhecida como Pedra Formosa.

##### Balneários e capela de São Romão
Destacam-se também os dois balneários, um situado no canto sudoeste, junto à estrada, e outro no lado oriental. Ambos estavam situados fora das zonas residenciais, pelo que poderiam ter estado abertos ao público em geral, embora provavelmente com grandes restrições, podendo também estar ligados a funções rituais. O balneário no lado Sudoeste ficou melhor preservado, tendo permitido identificar a organização interna, sendo composto por um átrio, onde estavam os tanques, a antecâmara e a câmara, e um forno. O balneário oriental era um edifício relativamente grande, tendo provavelmente sido aqui que foi descoberta a chamada Pedra Formosa. No interior do complexo também foram encontradas estruturas mais funcionais, como estábulos, armazéns, oficinas e recintos para o gado. Com efeito, é muito possível que se tivessem ali desenvolvido indústrias ligadas à metalurgia, devido à riqueza de várias peças encontradas.
No local destaca-se igualmente a presença da Capela de São Romão, que substituiu uma ermida mais antiga com o mesmo nome, já desaparecida, cujo local foi marcado por um cruzeiro. Nas imediações do cruzeiro foram encontrados os vestígios de um cemitério cristão, provavelmente associado ao santuário original. A capela é de pequenas dimensões, e foi construída utilizando pedra dos antigos edifícios castrejos em redor.

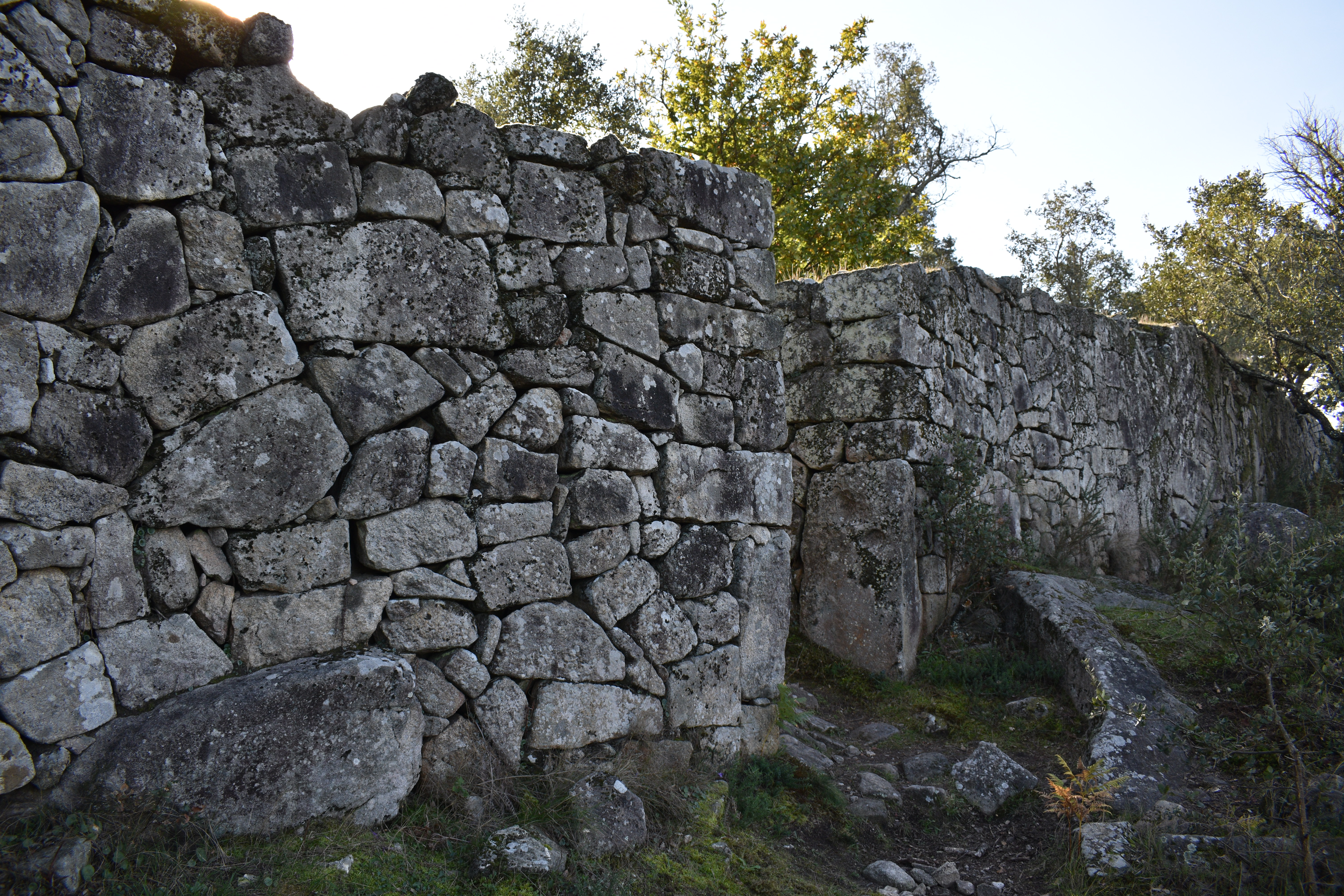
Vista de parte das muralhas e de uma porta, em 2021.

#### Muralhas e acessos
O conjunto das defesas da Citânia de Briteiros foi instalado tendo em conta a grande dimensão do castro, tendo as estruturas não só sido construídas de forma a melhor se adaptarem às condições do terreno, como também os limites da área urbanizada. Eram compostas por quatro linhas de muralhas, três principais e uma secundária, apoiadas nalguns lanços por um conjunto de fossos. As muralhas principais eram de forma relativamente concêntrica, e convergiam para Norte. A muralha interior envolvia a área da acrópole, e tinha alicerces com cerca de 1 m de altura, assentes sobre rocha firme, e formados por pedras de grandes dimensões, diposta de forma imbricada, sem recurso a argamassa, tendo-se encontrado semelhanças entre esta estrutura e as do Castro de Monte Mozinho, em Penafiel. A quarta muralha estava situada no lado Nordeste do castro, e protegia uma área onde, devido à topografia do terreno, seria relativamente fácil atingir a povoação. As muralhas apresentavam uma espessura relativamente regular, com dois a três metros de largura. A altura é difícil de determinar devido ao grau de destruição, embora poderá ter atingido uma altura média de dois metros, que poderá ter sido inferior no lado central, uma vez que também eram utilizadas como muros de suporte aos terrenos. Entre os anos 30 e 50 do século XX, foram reconstruídos alguns lanços de muralha até aos quatro metros, embora este cálculo poderá ser muito superior à altura das estruturas originais.
Também foram encontrados os vestígios de dois conjuntos de fossos escavados no terreno, nalguns pontos mesmo na rocha, um no vale e outro junto ao rio Ave, que eram as áreas mais vulneráveis. Dois dos fossos no lado setentrional estavam situados entre a terceira e quarta linhas de muralhas, enquanto que um outro encontrava-se entre a segunda e a terceira linha. No interior das linhas de muralhas destaca-se igualmente a presença de um monumento com forno. As portas nas muralhas eram de larguras diferentes, oscilando entre os 1,5 a 2,5 m. Eram fechadas por tapumes em madeira, cujos encaixes para os ferrolhos ainda são visíveis nalguns pontos. Geralmente, as primeiras estruturas a serem instaladas num castro eram os fossos, com zonas abertas para as entradas, e depois construíam-se as muralhas, que poderiam ser de pedra, terra reforçada com madeira ou pedra, ou simples paliçadas.
O acesso ao castro era principalmente feito a partir de quatro caminhos: um a Noroeste que o ligava ao rio Febras, outro no sentido setentrional que o unia aos terrenos na cumeada, um terceiro para Sul e outro para Sudoeste, para o vale do rio Ave.

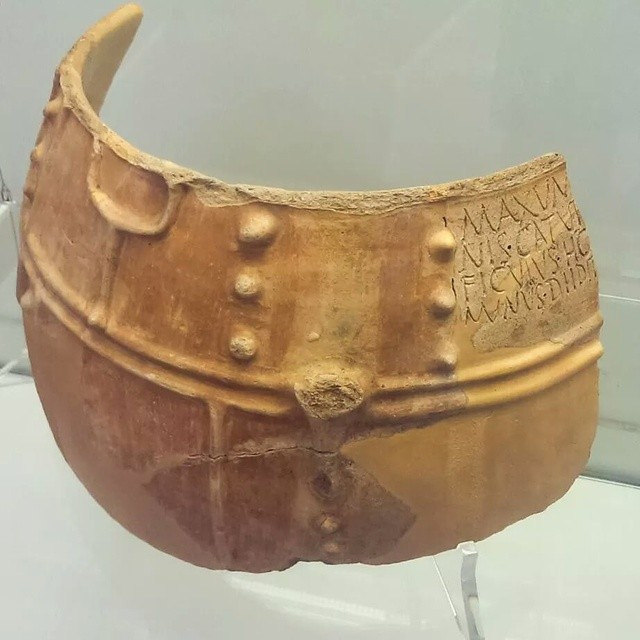
Fragmento de cerâmica com inscrição, encontrado na Citânia de Briteiros.

#### Gravuras e inscrições
No Monte de São Romão foram encontrados vários exemplares de gravuras rupestres, situadas em afloramentos rochosos, em pelo menos dezanove sítos. Grande parte destas gravações são difíceis de visualizar, devido ao seu avançado grau de erosão, ou porque estão cobertas de musgos e líquenes. Destaca-se o conjunto situado na encosta nascente, conhecido como Penedo dos Sinais, descobertos por Martins Sarmento, e que foram por ele identificados como pertencendo ao período de transição entre o neolítico e o calcolítico, correspondendo ao quarto ou terceiro milénios a.C.. Esta cronologia foi confirmada por estudos superiores, embora a datação das seja feita apenas com base na interpretação das formas das gravuras. Em 18 de Junho de 1880, Martins Sarmento refere que encontrou um grande número de gravuras em forma de círculo, e pelo menos uma espiral, com alguns exemplares dos círculos em grupo e outros isolados, e menciona igualmente que «quanto á orientação dos circulos, na Citania, como lhe disse, causou-me especie vêl-os só para o lado do nascente, no arco de nordeste a sul. Não pude tirar d'aqui consequencia nenhuma, porque em Sabroso encontrei-os um pouco para noroeste». Além destes vestígios pré-históricos, também foram identificadas gravuras posteriores, incluindo algumas inscrições latinas e desenhos feitos em elementos de edifícios daquela época, uma outra gravura em forma de cruz, descoberta em 2020, e outra em forma de arma, no edifício conhecido como Casa do Conselho. Estas inscrições encontravam-se principalmente junto aos caminhos de acesso, nas zonas públicas, e nos pátios das casas. Neste último caso, isto pode significar que eram utilizados como áreas rituais, e/ou que estas inscrições tinham um função espiritual de defesa dos membros da família.
Regista-se igualmente a presença de várias inscrições em latim, incluindo algumas em lajes gravadas, que poderiam ter a função de identificar o proprietário de uma determinada residência, por exemplo uma que tinha o nome Auscus. Também foram encontradas inscrições latinas de outros tipos, como uma dedicatória num dólio romano, que é considerada pouco vulgar, sendo classificada como de tipo privado pela epigrafia latina, e consiste na frase MAXVM/ NIS.CATVR/ FIGVLVS.HO/ WNVS.DIIDIT (MAXVM(i)/NIS.CATVR (o)/FIGVLVS.HO(c)/MVNVS.DEDIT - O oleiro Caturão deu este presente a Maximino). Martins Sarmento registou igualmente a descoberta da inscrição ATVRO VIRIATI (Caturo filho de Viriato) em 1880.
Outros exemplares de gravuras rupestres nas imediações da Citânia de Briteiros, inclui um conjunto na propriedade da Quinta do Paço, uma rocha com fossetes no local onde foi depois construída a Casa do Povo de Briteiros, e um penedo com círculos concêntricos na Bouça do Pinheiro, em Silvestre.

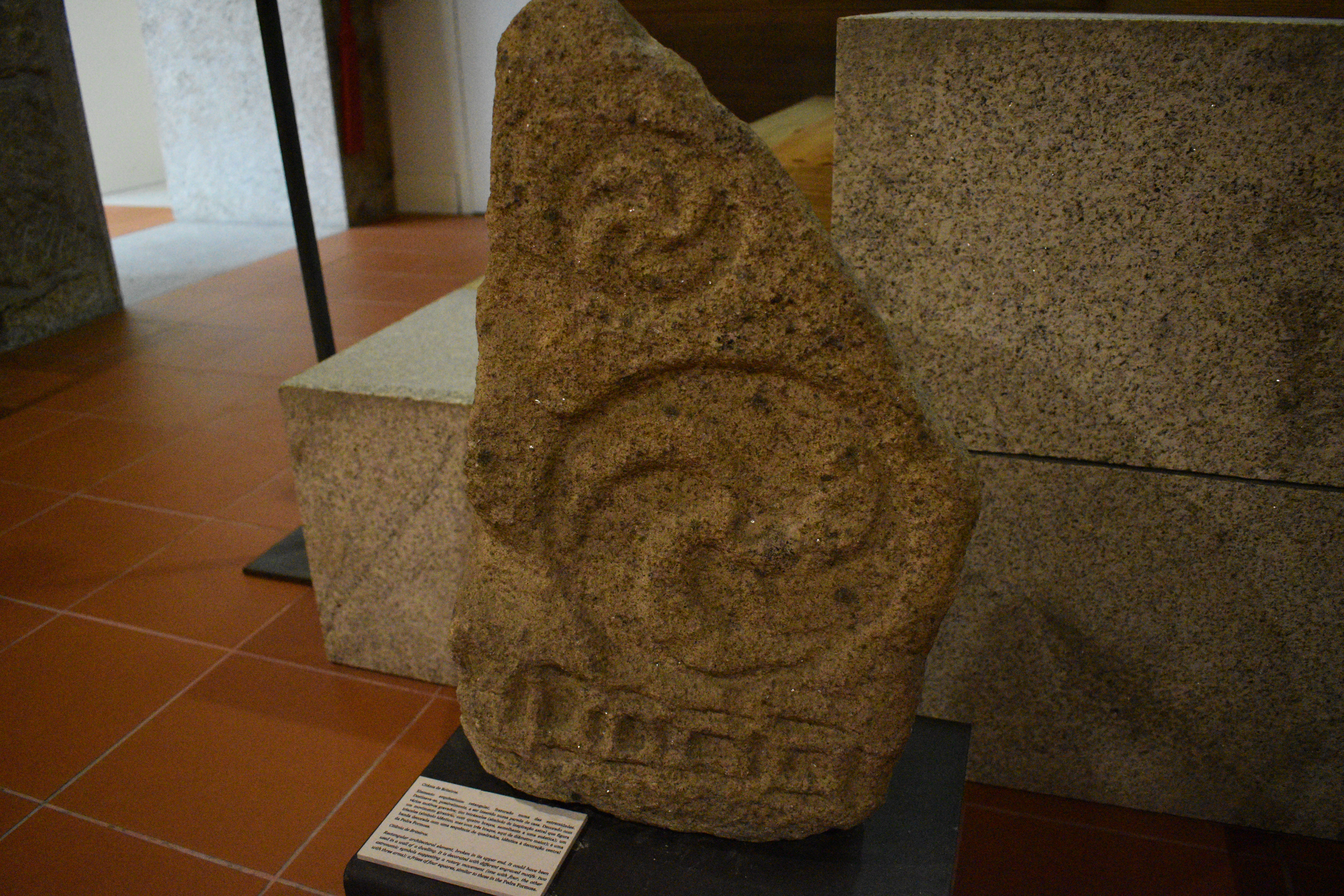
Laje decorada oriunda da Citânia de Briteiros, que provavelmente servia de ornamento a uma casa. Está exposta no Museu da Cultura Castreja.

### Espólio
Na área da Citânia de Briteiros foi encontrado um rico espólio, composto por peças de cerâmica, vidro e metálicas. O conjunto mais impressionante corresponde aos materiais em cerâmica, tendo sido recolhida uma grande quantidade de framentos, principalmente de contentores, de diversas pastas e formatos, como fundos de ânforas e asas. São de especial interesse devido à grande variedade de motivos decorativos, incluindo algumas peças de loiça com pinturas simples, e outras de terra sigillata, em tons vermelhos brilhantes, e com decorações incisas geométricas ou inspiradas na fauna e na flora. Estas últimas não eram produções locais, sendo provavelmente da Península Itálica e da Gália, entre outras origens. Entre as peças destaca-se uma lucerna, que era utilizada na iluminação, e cuja introdução influenciou de tal forma as produções locais que no século XX os habitantes do Norte do país ainda utilizavam candeias de formatos semelhantes. Outra peça de especial interesse foi um contentor romano, conhecido como dólio (dolium), encontrado em 1951, e que tem uma inscrição em latim. Os fragmentos em vidro possuem em geral tons semelhantes ao verde-mar, embora algumas peças também sejam de matizes amarelos, azuis-escuros, rosados e roxos. Destaca-se uma taça canelada, em vidro de tons verdes, descoberta por Martins Sarmento em 1877, e que foi identificada por Mário da Cruz como uma vasilha de mesa, apresentando um formato internacional que é o mais comum no período alto-imperial de roma. Amorim e Martins referem que os habitantes da Citânia provavelmente não sabiam fabricar utensílios nem as contas de colar em vidro, pelo que estes materiais teriam sido importados.
Quanto aos elementos em metal, foram encontradas principalmente peças em bronze, ferro e cobre, pelo que estes seriam os principais metais utilizados no castro. Foram encontradas argolas para ornamentação corporal em bronze e cobre, conhecidas em geral como xorcas, constituindo pulseiras, manilhas, braceletes, e torques, sendo estas últimas colocadas no pescoço. Outros elementos decorativos e utensílios de função corporal incluem anéis de formato simples, contas de colar, estiletes com cabeça esférica, provavelmente utilizados nos penteados femininos, pinças para depilar, fíbulas e alfinetes de corpo e cabelo. Martins Sarmento refere em 1878 que as fíbulas mais comuns em Briteiros eram as circulares, ao contrário de Sabroso, onde as peças deste formato eram muito raras, mas ainda assim fornecendo um elemento em comum entre os dois sítios arqueológicos. Em contraste, em Briteiros não tinha encontrado um só exemplar de fíbula com mola em espiral, que era o mais comum em Sabroso. Outras peças de bronze incluem alfaias agrícolas, armas e caldeirões, que provavelmente seriam utilizados nas refeições. Em termos de peças em ferro, a maior parte foram encontradas já num avançado estado de deterioração, tendo-se identificado pelo menos um machado. Nos princípios da década de 1930 tinham sido encontradas já cerca de trinta moedas, em bronze e prata, das quais a mais antiga pertencia ao período republicano de Roma, enquanto que a mais tardia era do reinado de Constantino, no século IV. As moedas incluem pelo menos 81 exemplares cunhados entre os reinados de Augusto e Adriano. Destaca-se igualmente a descoberta de arrecadas de ouro, que estavam no interior de um vaso, que poderá ter sido uma urna funerária para um indivíduo do sexo feminino.
Uma das principais peças provenientes da Citânia de Briteiros é a chamada Pedra Formosa, uma placa em granito profusamente decorada, que foi originalmente interpretada como sendo parte de um altar de sacrifícios, oferendas ou outras cerimónias religiosas. Destaca-se também a descoberta de uma estatueta feminina, com cerca de 46 cm de altura. Numa carta de 3 de Junho de 1880, Martins Sarmento refere que encontrou uma estátua sem cabeça.
Regista-se também a descoberta de várias espécies de frutas e sementes, incluindo a aveia (avena), milho-miúdo (Panicum miliaceum), ervilha (pisum sativum), cevada (Hordeum vulgare)  e principalmente trigo de vários tipos, como o trigo-mole (triticum aestivum) e o farro (Triticum dicoccum). Quanto a frutos, foram encontradas bolotas (quercus), sementes de amoras e framboesas (da familia Rubus) e grainhas de uvas (vitis vinifera). Destaca-se igualmente a presença de sementes da família das vicia, mas que não pertencem ao género das favas (vicia faba).
Grande parte dos materiais provenientes do sítio arqueológico foram preservados no Museu Nacional Soares dos Reis e no Museu da Cultura Castreja, instalado no Solar da Ponte, em Briteiros.

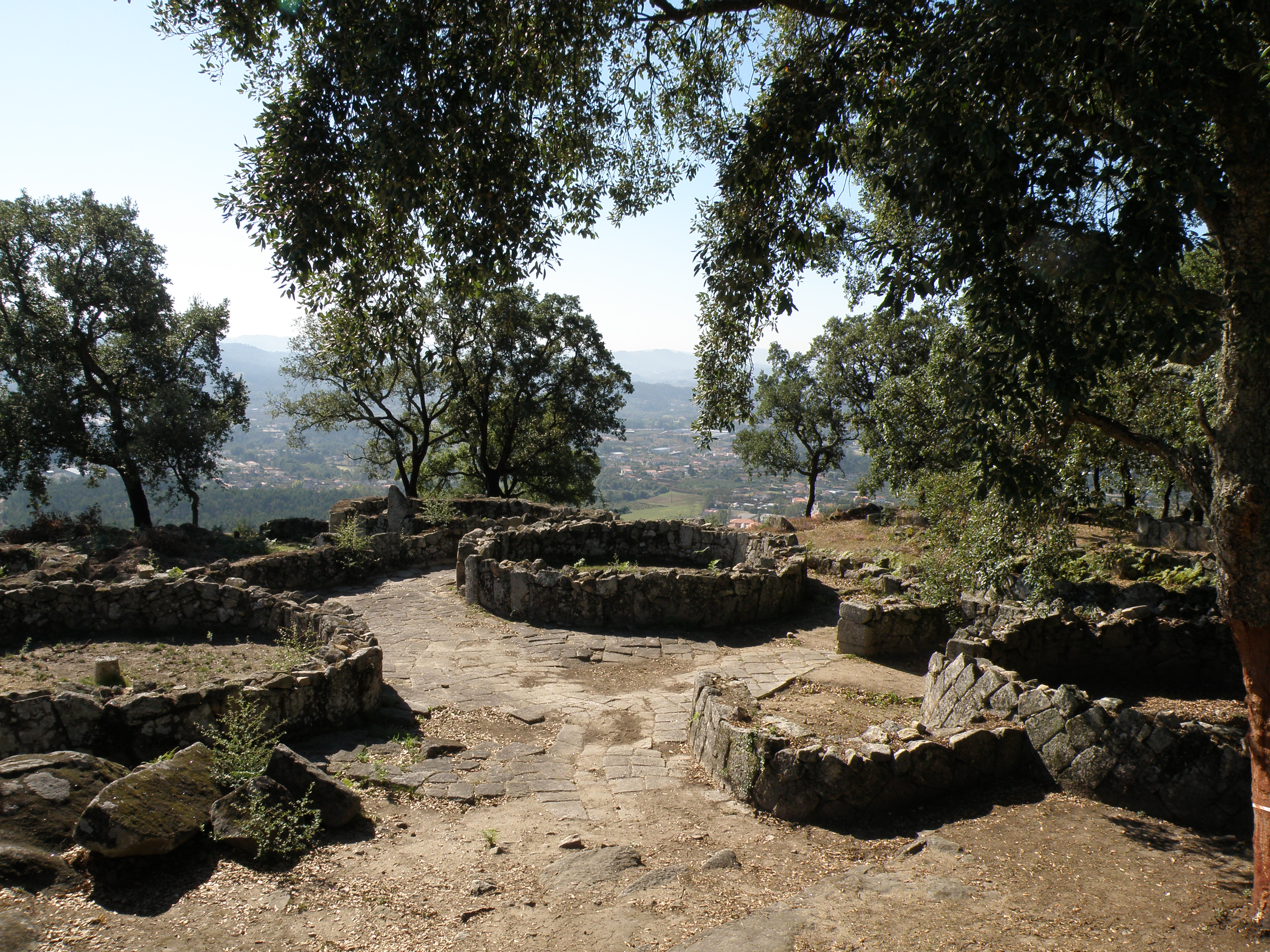
Vestígios de edifícios e de calçadas.

## História

### Antecedentes
A presença humana no Monte de São Romão é mais antiga do que o castro em si, podendo remontar aos finais do período neolítico ou ao calcolítico, entre o terceiro e o quarto milénio a.C., devido à presença de elementos de arte rupestre na encosta nascente. Porém, não foram encontrados quaisquer vestígios de ocupação deste período na zona, só surgindo muito posteriormente, nos inícios do I milénio a.C., numa cronologia conhecida como Idade do Bronze Atlântico.

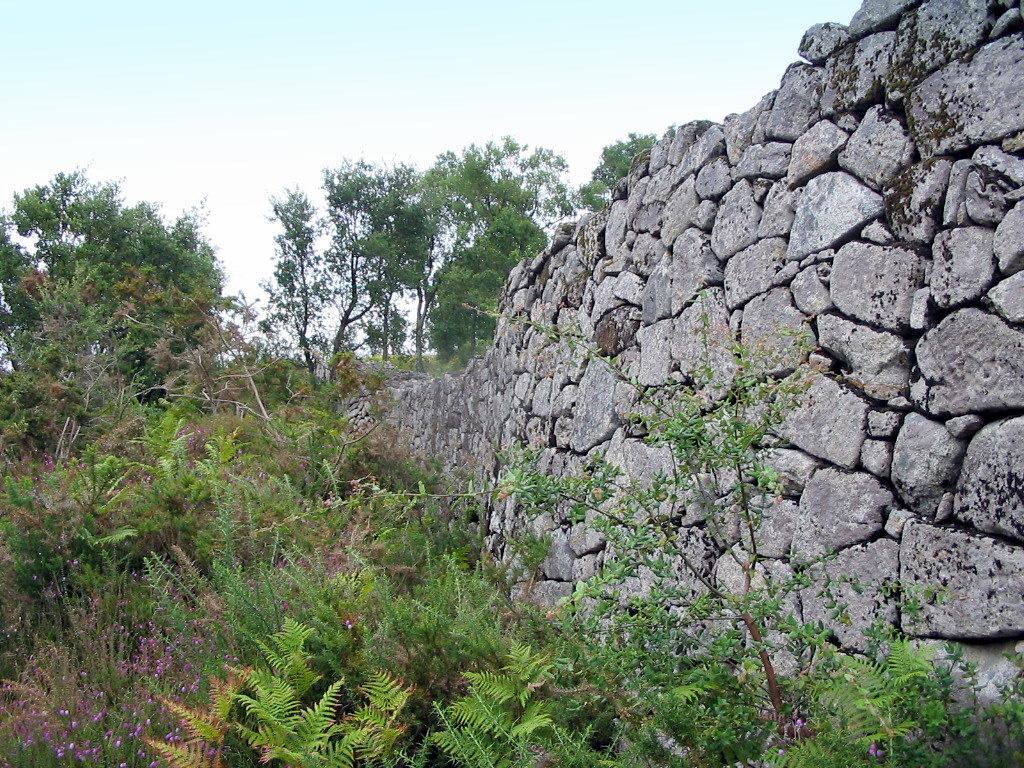
Face exterior de um lanço de muralha, no lado Noroeste do castro.

### Formação e expansão
O castro terá sido habitado desde a Idade do Ferro até à Idade Média, passando pela época romana. Foi provavelmente fundado entre os séculos V e III a.C., tendo alguns arqueólogos avançado uma data mais precisa, por volta de 400 a.C., correspondendendo à segunda Idade do Ferro. Com efeito, na Casa da Espiral foram encontrados vestígios de organização urbana anterior ao século II a.C., embora ainda dentro dos limites da segunda Idade do Ferro, e na área do adro da capela de São Romão foram encontrados os vestígios de uma estrutura doméstica da segunda Idade do Ferro, que foi demolida na segunda metade do século I a.C., de forma a criar um espaço aberto, sem edifícios, demonstrando os processos de reorganização urbana pelos quais passou depois o povoado. Porém, tendo em conta a sua localização estratégica e a presença de vestígios mais antigos, o castro poderá ter sido fundado num data anterior.
O castro é considerado como o aglomerado urbano típico dos povos celtas, e parece ter-se difundido em geral a partir de 700 a.C., com o desenvolvimento do ferro como material. Com efeito, a Idade do Ferro foi um período de grande instabilidade e insegurança, motivo pelo qual as povoações eram instaladas em locais elevados, com boas condições de defesa natural, e protegidas por grandes linhas de muralhas, como sucedeu com a Citânia de Briteiros. Grande parte dos castros desenvolveram-se a partir de simples locais de refúgio para as populações, que depois se expandiram em núcleos urbanos permanentes. Estas cidades fortificadas serviam também como ponto de refúgio para os habitantes dos vales, e para os seus rebanhos, que então constituíam os seus principais recursos económicos. Além disso, estavam situadas em locais estratégicos, com acesso abundante a água e com terrenos planos nas proximidades, mais apropriados para o cultivo de cereais, permitindo desta forma conciliar uma economia baseada na agropecuária com a recolha de produtos sazonais e a realização de funções artesanais. As populações estavam organizadas em aglomerados de famílias, formando grupos distintos, cada com com a sua liderança. Os habitantes do castro eram provavelmente os Brácaros, um povo céltico, que dominaram principalmente a região a Norte do Rio Tejo, tendo sido encontrados vários elementos típicos da cultura céltica na Citânia de Briteiros, como as casas circulares de tipologia mediterrânica, e uma tendência para a utilização de motivos decorativos, como é visível na laje da Pedra Formosa. A construção do povoado levou a grandes alterações na superfície do topo da colina, tanto através da remoção de pedra para ser utilizada como material de construção dos edifícios, como através da regularização das plataformas, sobre as quais estes foram instalados.

### Expansão
O povoado consistiu provavelmente apenas num castro de dimensões médias até ao século II a.C., quando entrou numa fase de grande crescimento, atingido provavelmente a sua extensão máxima no século I a.C., podendo então concentrar alguns milhares de habitantes. Este desenvolvimento ocorreu também noutros povoados fortificados na região entre os rios Douro e Minho, e poderá ter sido causado por uma maior estabilidade, e pela imigração dos habitantes de outros castros. O processo de desenvolvimento levou a grandes alterações no tecido económico, cultural e organizacional do povoado, devido a uma ampliação da mão-de-obra, à integração de pessoas de diferentes origens e experiências laborais, e à necessidade de uma nova estrutura hierárquica, de maior complexidade. Outra circunstância que também terá sido de grande importância para o crescimento do povoado foi o acesso a um conjunto multifacetado de recursos agrícolas e ligados ao rio, como a piscicultura, o cultivo de trigo, cevada, milho e linho, o pastoreio de gado ovino, bovino e caprino, a recolha de frutos selvagens, e a produção madeireira. A Citânia de Briteiros poderá assim ser um dos primeiros exemplos de núcleo urbano na região, sendo o centro de um vasto território em redor, onde se encontravam outros castros, de menores dimensões, e ao mesmo tempo o principal pólo cultural e artístico das populações.
Martins Sarmento, sustentado na análise do espólio e estruturas de ambas as estações arqueológicas, defendia que a Citânia de Sabroso era muito mais antiga do que a de Briteiros, e que o declínio da primeira iniciou-se com a expansão da segunda, por volta de 138 a.C.. De acordo com o arqueólogo, poderia ter havido um processo de transferência das populações dos castros mais pequenos, incluindo o de Sabroso, para a Citânia de Briteiros, gerando assim um forte povoado central, que tinha melhores condições de defesa do que vários povoados de pequenas dimensões disseminados pelo território. Além disso, a construção da Citânia de Briteiros, com as suas fortes defesas, deveria ter exigido um grande quantidade de recursos humanos e materiais, a um nível muito superior ao que a própria povoação poderia fornecer, pelo que os povoados mais pequenos teriam sido sacrificados com este propósito. Este sacrifício só poderia ter sido feito caso se verificasse uma ameaça por parte de um inimigo muito superior, que Martins Sarmento identificou como sendo os romanos, que já então tinham feito incursões militares na região, incluindo uma devastadora campanha comandada por Décimo Júnio Bruto Galaico em 138 a.C., contra os povos aliados dos Lusitanos.
Porém, descobertas posteriores afastaram as teorias de Martins Sarmento, tendo-se estabelecido que a Citânia de Briteiros na realidade era mais antiga e foi abandonada mais tarde do que Sabroso, embora ambos tenha provavelmente atingido o seu auge durante a mesma cronologia.
Devido ao aumento populacional, foram necessários conjuntos residenciais mais complexos, que também reuniam estruturas de trabalho e de armazenamento, levando a uma profunda modificação na estrutura urbana, com a delimitação de áreas de acordo com a sua finalidade, e a construção de edifícios de utilização comunitária. O processo de reestruturação e implementação da malha urbana terá sido realizado no século I a.C.. Este dinamismo pode por exemplo ser constatado pela evolução da Casa da Espiral, onde as pesquisas relevaram várias camadas correspondentes a fases de ocupação, principalmente entre os finais do século II a.C. e ao longo do século I a.C.. Grande parte dos edifícios na Citânia de Briteiros eram anteriores à fase de reestruturação urbana, uma vez que foram encontrados vestígios mais antigos do que a instalação da rede viária. Por exemplo, acredita-se que a Casa do Conselho poderá ser anterior, embora as obras de restauro levadas a cabo em 1956 tenham impedido a realização de trabalhos arqueológicos que possam identificar com mais precisão a sua origem. Um outro edifício, conhecido como Casa de Auscus, terá passado por uma situação semelhante, já que embora tenha sido construído nos finais do século I a.C., no seu local foram descobertas de provas de ocupação anteriores à sua edificação. Na transição para a era cristã as ruas foram alvo de obras de melhoramento, tendo num dos lanços sido descobertos vestígios de pavimentação de meados do século I a.C.. Numa outra rua foram descobertos os vestígios de duas fases de pavimentação, primeiro na transição do século II para I a.C, e depois na segunda metade do século I a.C..

### Conquista romana
O território foi definitivamente conquistado pelas tropas romanas por volta de 19 a.C., após um conflito que durou cerca de duzentos anos. Durante este processo, os habitantes da Citânia de Briteiros estiveram em ligação com outras regiões já sob o domínio romano, como pode ser comprovado pela presença de muitos fragmentos de ânforas de vinho oriundas da Bética, que tinha sido tomada pelas forças de Júlio César em 61 a.C.. O território onde se situava a Citânia de Briteiros poderá não ter sido tomado através de uma campanha militar, mas através de uma integração mais pacífica na esfera de controlo romana, processo que teria facilitado pelas trocas comerciais e por acordos com as autoridades. Esta teoria é reforçada pela presença das ligações comerciais entre a região e os territórios vizinhos já controlados por Roma, além que não existem registos documentais de batalhas de nota nesta área durante este período.
Durante os primeiros anos de domínio romano, a Citânia de Briteiros não terá sofrido consideravelmente com esta mudança a nível de poder, provavelmente devido à sua posição privilegiada, nas imediações de uma das mais importantes estradas da Hispânia, entre as cidades de Bracara Augusta (Braga) e Augusta Emerita (Mérida), tendo continuado a ser o mais importante povoado do médio curso do Ave, durante o Alto Império romano. Com efeito, foram encontradas muitas moedas deste período, revelando o seu dinamismo como parte da economia romana. Também foram descobertos os fragmentos de muitas peças importadas, semelhantes às recolhidas na cidade de Bracara Augusta, que demonstra que as famílias continuaram a manter um grande poder de compra durante este período, e um grande conjunto de ânforas, o que pode indicar uma grande procura por vinho. Durante este período assistiu-se igualmente a uma nova reorganização urbana do povoado, durante a qual as ruas ganharam uma configuração ortogonal, processo pelo qual também passaram outras importantes cidades na região, na sequência da campanha militar de Bruto, entre 138 e 136 a.C..

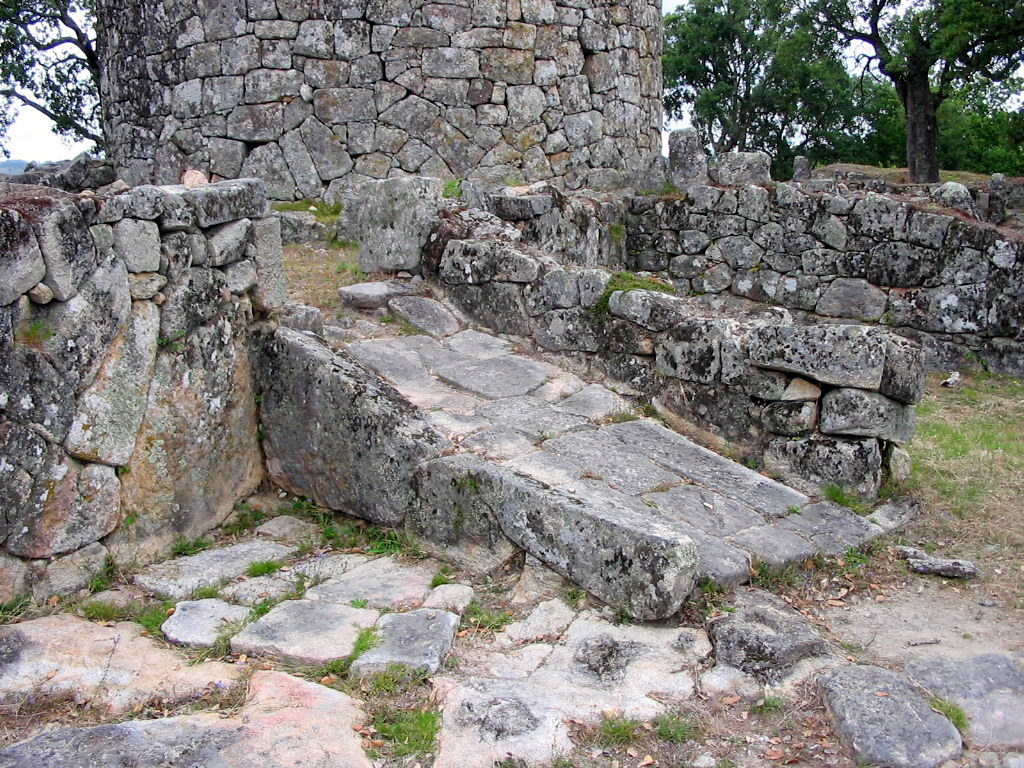
Pormenor de um pavimento em rampa, no interior do castro.

### Declínio e abandono
Porém, as alterações introduzidas pelos romanos, como os novos modos de viver, e as medidas iniciadas pelo imperador Augusto (63 a.C. - 19 d.C.) para assegurar o controlo definitivo sobre a Península, levaram ao gradual abandono dos castros, incluindo o da Citânia de Briteiros. Com efeito, nas escavações arqueológicas na área da Casa da Espiral foram encontrados indícios de abandono da época de Augusto, embora isto demonstre igualmente que este processo não se fez ao mesmo tempo em todo o povoado, já que noutros locais foram encontrados vestígios de períodos mais recentes. A fase principal de abandono ter-se-á iniciado a partir dos séculos I a II d.C., tendo a povoação provavelmente deixado de ser permanentemente habitada nesta última centúria. Esta cronologia é sustentada pelos achados arqueológicos, sendo por exemplo dos inícios deste século as últimas camadas de ocupação da chamada Casa de Auscus. Mesmo durante o processo de abandono ainda se fizeram algumas obras nas infraestruturas do povoado, sendo por exemplo do século I d.C. parte dos alicerces da muralha interior.
A ocupação ao longo da época romana é testemunhada pelo espólio, incluindo peças de cerâmica e moedas, entre as quais se encontram alguns exemplares das primeiras moedas cunhadas pelos romanos na região setentrional da Península Ibérica, e uma outra moeda do reinado do imperador Constantino (272-337). Também foram encontrados materiais de construção romanos, tendo Martins Sarmento referido em 17 de Outubro de 1880 que os tijolos eram de diferentes dimensões, e furados, apresentando sempre uma forma quadrilonga, e que muitas das telhas apresentavam uma marca em forma de P.

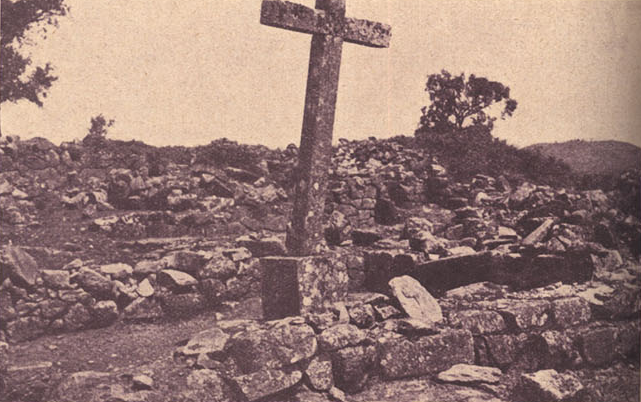
Cruzeiro entre as ruínas da Citânia de Briteiros, que marcava a localização da antiga ermida medieval de Ermida de São Romão e do seu cemitério. Esta fotografia foi publicada na revista Ilustração, em 1930.

### Ocupação posterior
Nos séculos X ou XI, foi erigida uma ermida entre as ruínas do antigo povoado, conhecida como Ermida de São Romão, tendo sido encontrados vestígios de construções dos finais da Idade do Ferro por debaixo do edifício. Este santuário desapareceu posteriormente, tendo sido colocado um cruzeiro na sua antiga localização, e em 1853 foi construído um novo edifício, conhecido como Capela de São Romão. Durante as escavações de 2005, foi encontrado um aterro de entulhos de meados do século XIX, que provavelmente corresponderia ao adro da capela. Estes não são os únicos vestígios da religião cristã no Monte de São Romão, já que também foi encontrada uma escultura rupestre em forma de cruz, que provavelmente pertence aos períodos medieval ou moderno.
No século XVIII foi recolhida a laje conhecida como pedra formosa, que fazia parte de um dos balneários. Foi também até este século que as populações continuaram a remover pedras das muralhas do castro. Também as estradas que davam acesso ao castro, durante o seu período de povoamento, terão continuado a ser utilizadas até ao século XIX como caminhos de acesso a propriedades rurais.

### Redescoberta
A Citânia de Briteiros é considerada como um dos sítios mais significativos na evolução dos estudos arqueológicos, tanto a nível nacional como peninsular. As primeiras referências à Citânia de Briteiros remontam ao século XVI, e na centúria seguinte as ruínas foram visitadas pelo cónego Gaspar Estaço, tendo registado esta investigação na sua obra Várias Antiguidades de Portugal, publicada em 1625:

Vindo eu de Braga pera Guimaraes me diverti por ir ver o outeiro, a que chamam Citania, o qual està junto do rio Aue daquella banda de Braga, e andei por cima d’elle com trabalho por ser todo semeado de pedras nativas, e de outras soltas, e nam achei nelle vestigio algum de rua, nem os penedos ali nascidos o permittem: algúas casas houue de parede de pedra solta sem cal, e rude, que parece foram de Mouros lauradores, ou palheiros, mas naõ ha húa sò pedra laurada, nem fonte, nem capacidade de sitio, que hauia de ter hűa cidade, que desprezaua hum exercito de Romanos, porque o outeiro sò pera curral de gado podia seruir, se fora encima arenoso, e nam tam aspero como ê. Da parte do rio ê bem alto, e fragoso, da outra raso com a terra. Ao rodor [sic] tem alguns vestigios de cerca de pedra também solta da parte do Norte, huns aqui, outros ali, desordenadamente, que parecem socalcos feitos pera ter mam na terra, mas nam ha torres, nem memoria d'ellas; pello que parece seria isto algűa habitaçam de Mouros lauradores, como tenho dicto. O que notauel ê hűa calçada antiga da banda do rio, que vai pello lado daquelle monte tè cima ficando elle á mam esquerda em respeito de quem sobe por ella, que deuia ser caminho pera outra parte, como ha ainda hoge muitas calçadas de Romanos, que elles faziam, como diz Resende por razam da lama, e atolleiros, e diz, que en terra dos Bracaros duram ainda estas calçadas, Talium viarum septem in Lusitania, atque in Bracaris superfund adhuc. Sam palauras de Resende. E por estas razoes parece, que o outeiro chamado Citania nam pode sr a Cinnania de Valerio Máximo, nem outra algűa cidade, como quer frei Bernardo de Braga, pois faz a Damaso natural d’ella. Aduirto de passagem, que os escrittos de Valerio Máximo, que hagora correm emendados por Alberto Pighio, chamam áquella cidade Cinninia, e nam Cinnania, com que o argumento da semelhança dos nomes, que alguns fazem, fica mais fraco.— Gaspar Estaço, Várias Antiguidades de Portugal, 66-67
Segundo o investigador Teófilo Braga, o cónego Jerónimo Contador de Argote (1676-1749) também classificou os castros de Briteiros e de Sabrosa como de construção islâmica, erro comum na época. No século XVIII, foram feitas algumas descrições mais detalhadas das ruínas. O antigo castro foi descrito nas Memórias Paroquiais de 1758, coligidas pelo investigador Pedro de Azevedo:

Está em hum valle na rais [sic] do celebre monte Citania ou Cinania, que comprehende a melhor parte delle o districto da freguezia. [...] Dentro desta freguezia em pouca distancia de Igreja entre o Lugar da Mata e o do Carvalho dá principio hŭa Calsada para o Monte Citania na coroa do qual se conservão vestigios evidentes do que foy povoação grande, poes rompendo esta Calsada pello monte assima no fim della se incontra hum muro, o qual cercava esta antigua povoação para o Poente e Sul e para o Nascente não nececitava de muro por ser o monte desta parte despinhado; pella parte do Norte hinda se ve o muro unido com a terra, e em muitas partes estão pedras levantadas; para baixo corre hűa calsada, que vay cair cahir junto a Levada do Passo: terá em todo este circuito setecentas braças: encontra-se outra calsada que rodeando o monte se mete na freguezia de Pedralva para a parte desta freguezia se vem ruinas de fortalezas, das quaes se descobrem os primeiros fiados de pedra, em partes de tres palmos e em outras de maes. Encontra-se outra muralha que ainda em em partes tem nove palmos de alto, cercão o monte pella parte do norte e Poente e por entre os muros da parte do Norte e Nascente se vem muitos alicerces de cazas que se achão devedidos neste citio se infere serião tambem cazas maiores; o que tudo fas grande corroboração a tradição de que aqui foy a povoação de Citania etc
A memória paroquial da Freguesia de Santo Estêvão também faz referência ao povoado da Citânia de Briteiros: «ficando-lhe fronteiro um monte chamado da Citania, celebre pelas tradições e vestigios que se descobrem na formatura de ruas e alicerces de muros: para o adro desta Igreja se transportou hűa grande pedra ornada de varios lavores trazida da Citania com muito trabalho e se acha suspensa em columnas não muito compridas con grossura sufficiente para a sustentar».
As ruínas foram igualmente visitadas pelo escritor Camilo Castelo Branco, que descreveu a experiência na obra Memorias do Carcere, publicada em 1864:

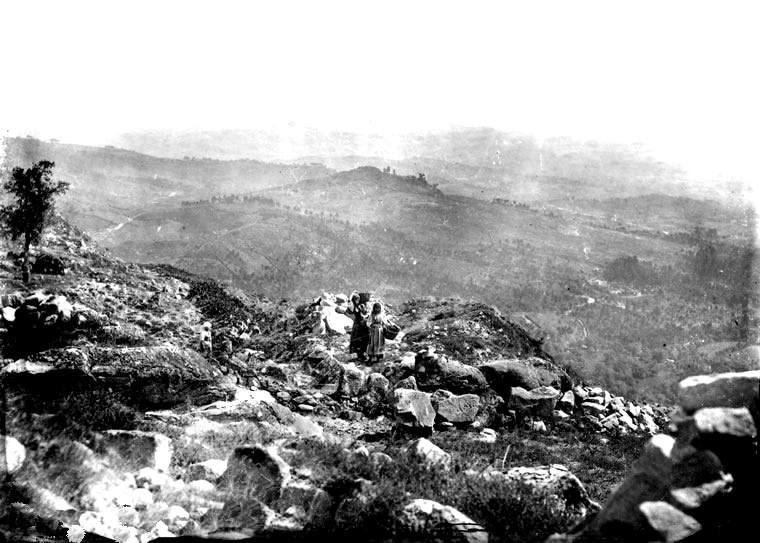
Fotografia da Citânia de Briteiros em 1877.

A meia légua das Taipas, tem Francisco Martins uma quinta, chamada de Briteiros. [...] Escolhi o quarto, cujas janellas faceavam com um recortado horizonte de arvoredos, e a cumieira chan d'um serro onde se divisam as reliquias de antiga povoação, que lá dizem ter sido Citania, cidade de fundação romana. Algumas horas alli passou comigo Francisco Martins; mas o máximo dos dias e as noites vivi diante de mim proprio, na soledade d'aquelle quarto, ou em perigosas excursões á serra sobre um cavallo, que parecia vesado a passear sobre alcatifas. Amanheci um dia entre as ruinas da presumida Citania. Vi algumas pedras derruidas em comoros, as quaes denunciavam ausência de toda a arte, para de prompto desvanecer conjecturas de edificação regular. Existiam vestigios de cisterna, e descalçadas lagens d'um caminho de pé-posto, que sem duvida tinha sido estrada. A meu parecer, não irá longe da fundação da monarchia portugueza a construcção d'aquelle presidio, se tal nome lhe cabe em vista dos estreitos limites do terreno plano. Pôde ser que, nas guerras de desmembração, sequentes ás primeiras conquistas do conde Henrique, guerras tão cruamente pelejadas nas circumferencias de Guimarães até ás indeterminadas fronteiras, aquelle ponto, onde os visionários vêem cidades carthaginezas e romanas, fosse singelamente um miradoiro de observação, que abrangia grande parte do território convisinho de Guimarães, então foco das operações militares da recente monarchia. Como quer que seja, a chamada Citania faria derrear um antiquário, sem elle descobrir nas ruinas d'ella pretexto a narcotisar com um in-folio a porção do género humano, que ainda crê nas visualidades de antiquarios e decifrações arrevezadas de pedras, e quejandos desfastios de sabios em medalhas e cipos — a gente mais estafadora do mundo. O senhor Domingos e a senhora Roza (eram os conjuges meus familiares) contaram-me que lá em cima na Citania estavam moiras encantadas, que elles tinham visto em certas noites vaguearem em torcicolos com luzinhas pelo pendor da serra. Não desfaço na palavra do senhor Domingos e da senhora Roza; mas inclino-me a crer que os velhinhos vissem pyrilampos.— Camilo Castelo Branco, Memorias do Carcere, Nota preliminar, XLVI-XLVIII

#### Primeira fase: 1874 a 1930
Porém, o sítio só começou a ser estudado profundamente em 1874, por Francisco Martins Sarmento, tendo esta fase dos trabalhos arqueológicos continuado até 1883. Como parte destes estudos, também foi descoberta a arte rupestre, que permitiu identificar uma ocupação humana anterior à construção do castro. Martins Sarmento adquiriu os terrenos ainda em 1874, num processo pioneiro no país, que facilitou a conservação do monumento. Em 1877 e 1878, tanto a Citânia de Briteiros como o Castro de Sabroso foram alvo de campanhas arqueológicas por parte de Martins Sarmento. A primeira fase de trabalhos arqueológicos terminou em 1889, mas o local ainda foi alvo de escavações de 1891 e 1892, durante as quais foi identificado o edifício conhecido como Casa do Conselho. Foi também neste último ano que se faz o levantamento topográfico das ruínas, revelando que Martins Sarmento escavou grande parte do castro.
Em Maio de 1900, pouco depois da sua morte, a Sociedade Martins Sarmento tornou-se responsável pela gestão do sítio arqueológico, que era propriedade da autarquia de Guimarães. O sítio foi classificado como Monumento Nacional por um decreto de 16 de Junho de 1910, estando estão já sob a responsabilidade da Sociedade Martins Sarmento.

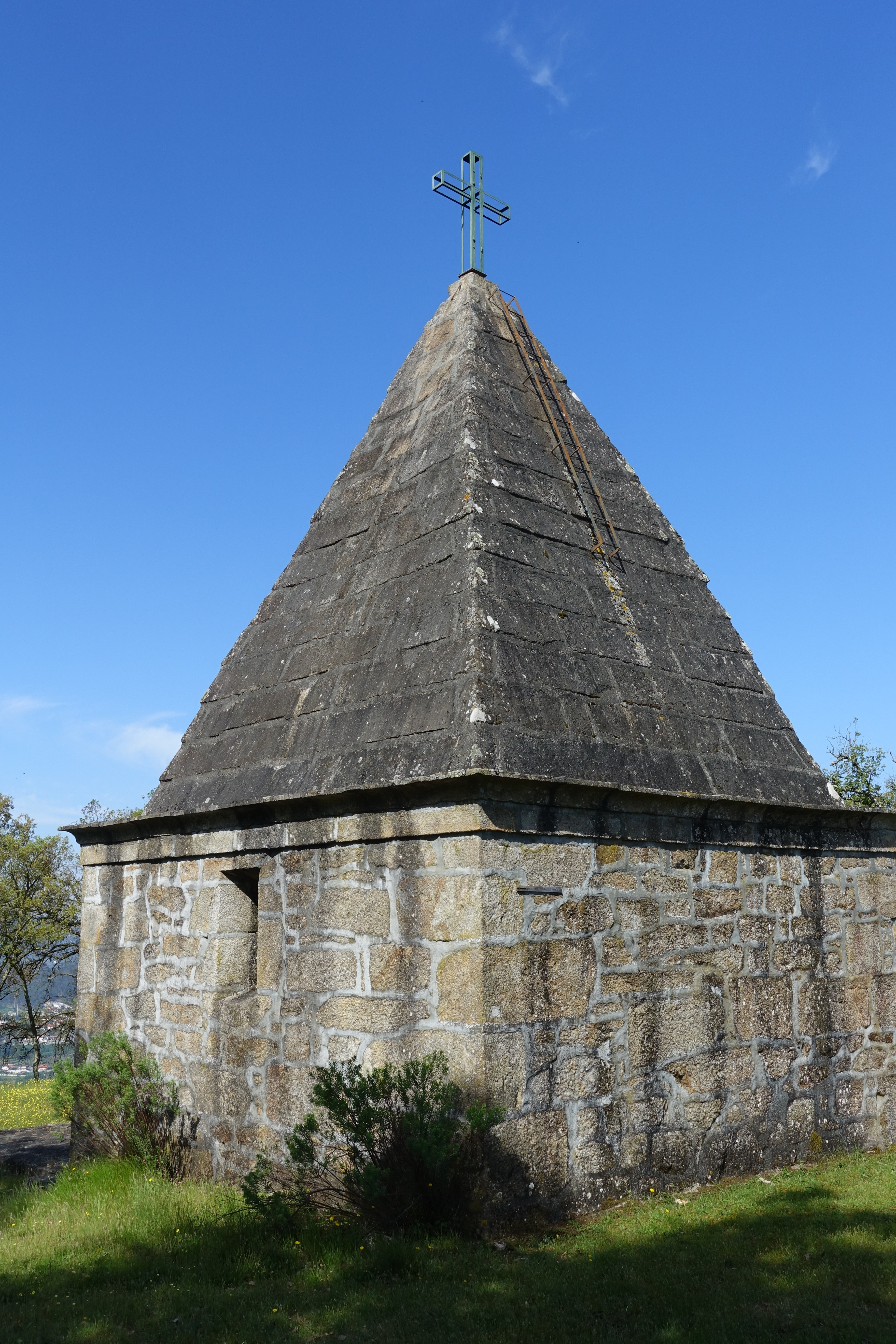
Capela de São Romão, na Citânia de Briteiros.

#### Segunda fase: 1930 a 1956
Só em 1930 é que foram retomados os trabalhos arqueológicos regulares na Citânia de Briteiros, com várias campanhas apoiadas financeiramente pela Direcção-Geral dos Edifícios e Monumentos Nacionais. Esta intervenção integrou-se na linha ideológica da ditadura, baseada em grande parte na glorificação do passado, levando à realização de grandes obras nos monumentos nacionais. No caso da Citânia de Briteiros, esta intervenção incluiu a reconstrução parcial das muralhas. Estas campanhas foram coordenadas por Mário de Vasconcelos Cardoso, presidente da Sociedade Martins Sarmento, e por Ricardo de Freitas Ribeiro, tendo prosseguido até 1961. Entre 1930 e 1932 foi instalada a Estrada Nacional 309, cujas obras tiveram um grande impacto sobre as ruínas. Em 1932 Mário Cardoso investigou o balneário oriental, embora a área em que se encontra não tenha sido abrangida pelos programas de escavações ao longo dos séculos XIX e XX. Em 1935 foi inaugurada a Casa do Guarda. Em 1949 Mário Cardoso reiniciou os trabalhos arqueológicos, que até então tinham sido feitos pelos Monumentos Nacionais, e em 1951 destaca-se a descoberta de um vaso de tipologia de dolium. Em 1955 foi escavada a zona setentrional da acrópole, tendo sido descoberta uma viela empedrada e uma casa circular, e a zona entre a muralha interior e a intermédia, tendo sido encontrados os vestígios de duas casas circulares e cinco rectangulares.
Entretanto, em 1949 as escritoras britânicas Ann Bridge (en) e Susan Lowndes Marques publicaram a obra The Selective Traveller in Portugal, sobre as suas viagens em território português, e onde denunciaram a forma como estavam a ser feitas as escavações na Citânia de Briteiros, considerando-a como primitiva em relação às modernas práticas utilizadas no Reino Unido. Possivelmente em resposta a estas críticas, em 1951 a Sociedade Martins Sarmento pediu à Universidade de Oxford para enviar uma equipa de arqueólogos ao Castro de Sabroso, medida que contou com o apoio da Junta Nacional da Educação, e que constituiu uma intervenção pioneira no Norte do país.

#### Terceira fase: 1956 a 1982
Em 1956 iniciou-se uma nova série de estudos arqueológicos na Citânia de Briteiros, que se prolongou até aos finais dos anos 70. Durante esta fase, e especialmente a partir dos anos 60, verificou-se um certo abandono do monumento por parte do governo, devido em parte à situação internacional que se viveu após o final da Segunda Guerra Mundial, com a Guerra Colonial e o aumento da contestação às políticas da ditadura. Entre 1956 e 1962 e em 1964 e 1968 foram feitas escavações, durante as quais foram recolhidos materiais de grande valor do ponto de vista arqueológico. Em 1956 a Casa do Conselho foi alvo de trabalhos de restauro. Entretanto, Mário de Vasconcelos Cardoso também continuou com as suas pesquisas no local, destacando-se a descoberta, em 1959, de uma calçada que contornava a acrópole pelo lado nascente, acompanhando o traçado da muralha interior. No ano seguinte pôs a descoberto muros de suporte para as terras da encosta e de alicerce para várias casas, além de uma extensa muralha que provavelmente fazia parte da linha intermédia, tendo sido igualmente recolhido um grande conjunto de espólio. Em 1961 o arqueólogo descobriu um lanço de calçada, com três metros de largura, junto à muralha intermédia, e em 1968 terá feito as suas últimas pesquisas na Citânia de Briteiros, que incidiu sobre a área da Capela de São Romão. Em 1970 declinou um convite da Câmara Municipal de Guimarães para fazer novas escavações na Citânia de Briteiros, devido à falta de apoio financeiro por parte da Direcção-Geral dos Edifícios e Monumentos Nacionais, e nesse ano chamou a atenção para a progressiva degradação tanto deste monumento como do castro de Sabroso.
Entre 1974 e 1977 foram feitas intervenções de conservação e limpeza, e em 1977 e 1978 continuaram os trabalhos arqueológicos, coordenados por Armando Coelho Ferreira da Silva e Rui Centeno, da Faculdade de Letras da Universidade do Porto. Devido à forma como a maior parte das escavações foram feitas antes da introdução de novos métodos de investigação, na década de 1970, estas não acompanharam os avanços da ciência, tendo sido apenas em 1977 que foi feita a primeira sondagem na Citânia de Briteiros que se enquadrou nas técnicas de escavação impostas pela moderna arqueologia científica. Nesse ano foi estudada a muralha mais interior, tendo-se feito importantes descobertas sobre a sua estrutura. Entre 1980 e 1982 o monumento foi alvo de trabalhos de conservação, que incluíram o restauro das casas reconstruídas por Martins Sarmento, dos arruamentos, das paredes e das muralhas.

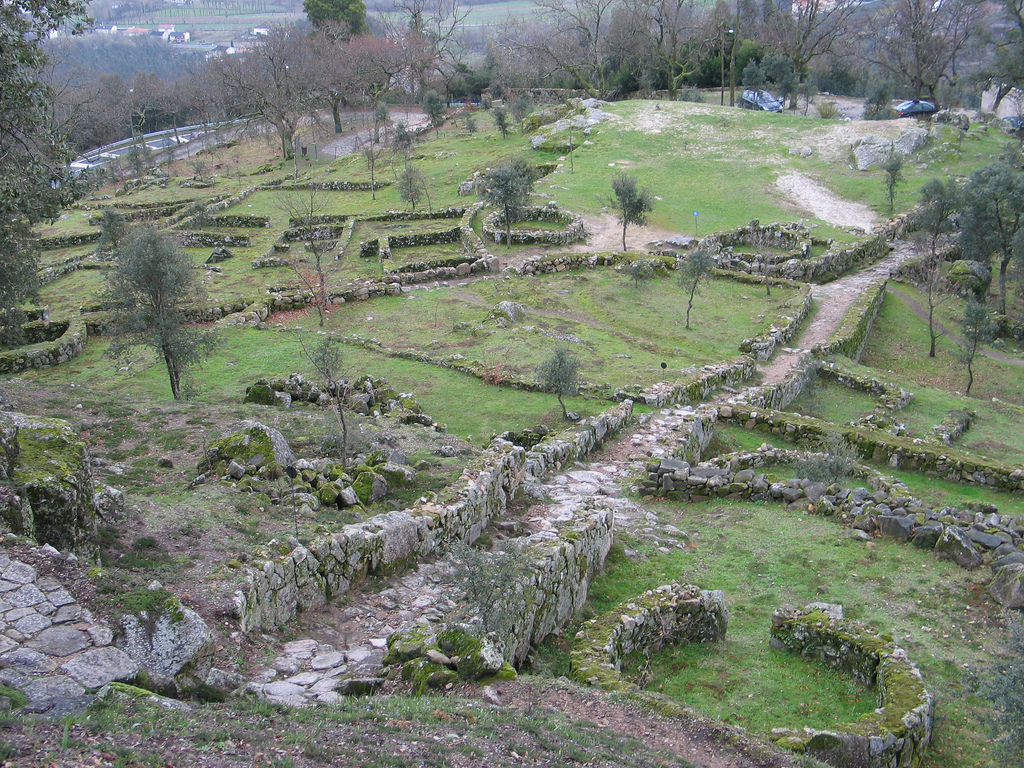
Vista geral da Citânia de Briteiros em 2007, sendo visíveis os vestígios de ruas e de casas.

#### Século XXI
Na década de 2000, a Câmara Municipal de Guimarães criou a iniciativa Citânia Viva, organizada com regularidade anual, e que tem como finalidade reconstituir o ambiente no povoado, no século I a.C., com a recriação de vários eventos típicos do quotidiano. Em 2002, após cerca de duas décadas de interregno, foram retomados os trabalhos arqueológicos, que neste caso foram de acompanhamento às obras de remodelação do centro de apoio aos visitantes, tendo sido descobertos várias camadas de vestígios de diversos períodos, incluindo uma possível estrutura do século I a.C., uma fase de ocupação ou abandono com mistura de peças indígenas e romanas, e outra fase pertencendo apenas à cronologia romana. Em 2004, iniciou-se uma nova fase na investigação da Citânia de Briteiros, em colaboração entre a Sociedade Martins Sarmento e a Universidade do Minho, que permitiu a realização de escavações mais aprofundadas, durante as quais foram descobertos importantes dados sobre o sítio arqueológico. No ano seguinte foram feitas quatro sondagens na área da acrópole, com destaque para a chamada Casa da Espiral, tendo sido coligidos dados sobre a fundação do povoado e os métodos utilizados na sua construção. Também foram estudadas as gravuras rupestres no Penedo dos Sinais, confirmando-se as teorias avançadas anteriormente para a sua datação. Na campanha de 2006, dirigida por Francisco Sande Lemos, foram descobertos vestígios de habitação humana anterior à reorganização do centro urbano, e indícios de um segundo balneário, nas imediações da estrada nacional. Continuaram a ser estudadas as áreas da Casa da Espiral e da Capela de São Romão, tendo nesta última sido encontrados materiais da segunda Idade do Ferro. Nesse ano a Sociedade Martins Sarmento fez uma candidatura ao Programa Operacional de Cultura, para a requalificação turística do balneário na área meridional do castro, pelo que no sentido de reunir mais informações sobre o funcionamento em geral destas estruturas, em Setembro foram ampliados os trabalhos arqueológicos ao outro balneário, na zona oriental. Eentre outras descobertas, confirmou-se que a famosa Pedra Formosa tinha vindo deste balneário. Também nesse ano, a Sociedade Martins Sarmento também propôs a instalação de uma quinta biológica proto-histórica nas imediações da Citânia de Briteiros, empreendimento que iria promover a revitalização do monumento. Em 2007 foram continuadas as escavações iniciadas no ano anterior, incidindo unicamente sobre a Casa da Espiral, tendo sido encontrados importantes indícios de ocupação, tanto do período áureo do castro como de épocas anteriores. Em 2008 prosseguiram os estudos sobre a Casa da Espiral, onde foram descobertos vestígios de abandono, e foi escavada uma rua pavimentada. Em 2009 foi estudada a antiga ermida medieval, e continuaram os trabalhos de escavação numa antiga rua, que foram ampliados a uma casa próxima. Neste edifício foi descoberta uma pedra facetada com a epígrafe Auscus. Em 2010 foi terminada a série de campanhas arqueológicas anuais na Citânia de Briteiros, tendo os trabalhos sido retomados só em 2014, ano em que se continuaram as pesquisas na casa de Auscus. Entretanto, em 2012 foi representada na Citânia de Briteiros a peça Peça Formosa, organizada no âmbito dos festejos de Guimarães como Capital Europeia da Cultura.
Em Julho de 2015, as ruínas foram atingidas por um incêndio florestal, tendo as operações de limpeza ocorrido em Agosto desse ano. Em 2016 prosseguiram os trabalhos arqueológicos da Sociedade Martins Sarmento e da Universidade do Minho, que incidiram principalmente sobre os balneários. Em 2020, a Citânia de Briteiros foi um dos monumentos destacados na série documental Os Castros, produzida pela cadeia espanhola TV Galiza. Também nesse ano, uma equipa da Sociedade Martins Sarmento e da Universidade do Minho descobriu investigou a arte rupestre nas imediações do castro, tendo sido descobertos dois novos sítios com gravuras, incluindo uma figura em forma de cruz. Em 2021 foi descoberta uma gravura retratando uma espada curta, na chamada Casa do Conselho, tendo a Sociedade Martins Sarmento comentando que  «a descoberta deste elemento inédito revela, mais uma vez, como a Citânia de Briteiros continua a propiciar conhecimento histórico relevante. A gravura agora identificada foi já registada, estudando-se a melhor forma de proteção da superfície gravada». Em Maio de 2022 foi apresentado o livro Warkânu – Tribos Ancestrais de Portugal, da autoria de Manuel Silva e André Costa, onde foi feita uma reconstituição da vida quotidiana dos habitantes dos castros, incluindo os de Sabroso e da Citânia de Briteiros.
Entretanto, em Setembro de 2021 o candidato da coligação Juntos por Guimarães, Bruno Fernandes, prometeu que iria iniciar o processo de candidatura da Citânia de Briteiros a Património da Humanidade da UNESCO, caso fosse eleito. Esta não foi a primeira vez que um candidato desta coligação comprometeu-se a apresentar uma candidatura junto da UNESCO, uma vez que esta promessa já tinha sido feita em 2013 por André Lima Coelho.
As pesquisas arqueológicas incidiram principalmente sobre as áreas da acrópole e da encosta no lado oriental, onde foi descoberto um grande conjunto de ruínas, embora ainda não tenha sido estudado a fundo o subsolo, que se acredita que poderá conter ainda um valioso conjunto de vestígios. Esta tendência veio desde as campanhas arqueológicas de Martins Sarmento, cujas escavações raramente iam mais fundo do que os níveis de ruínas, deixando por descobrir os vestígios de ocupação que se encontravam nas camadas inferiores.

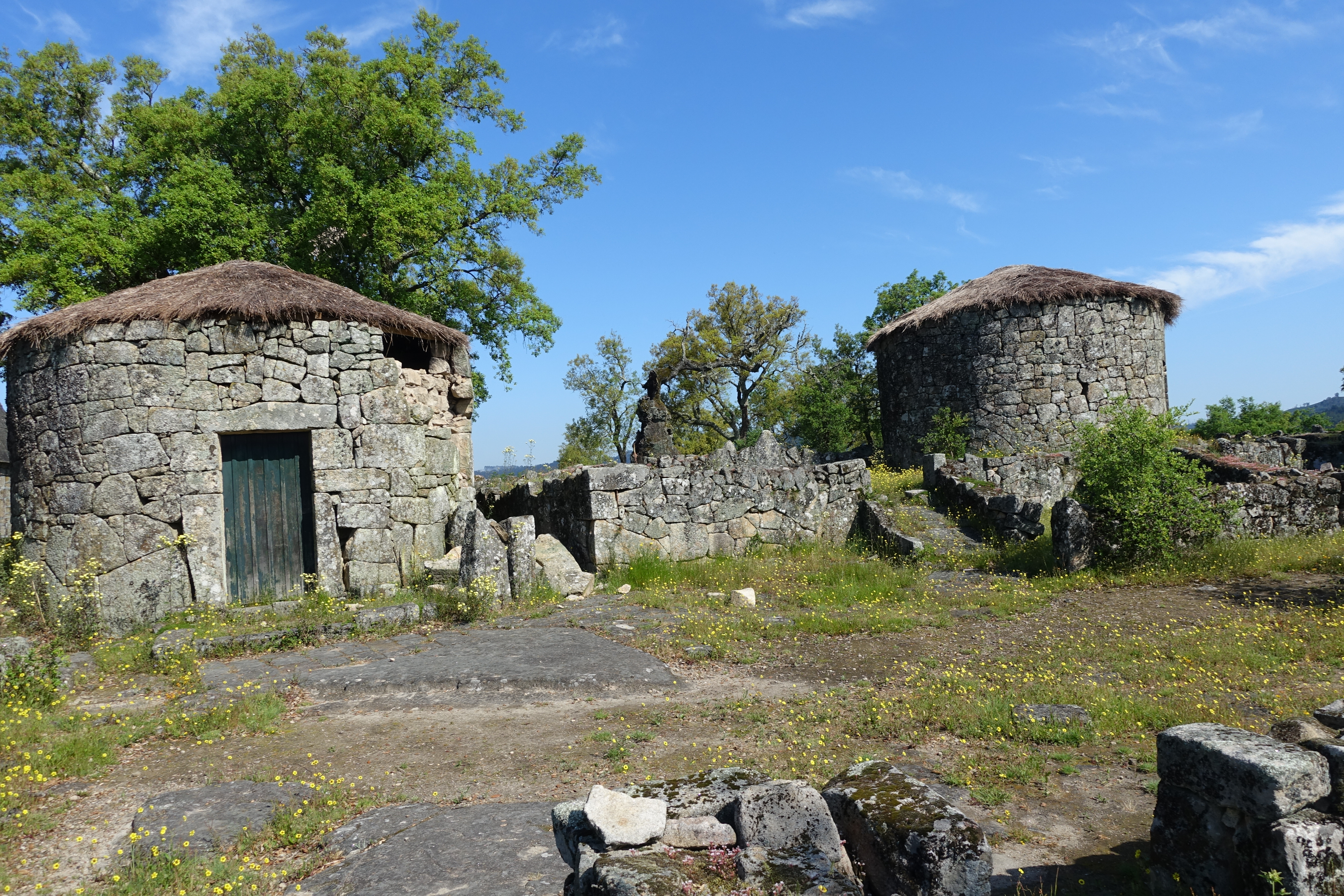
Casas reconstruídas na Citânia de Briteiros.

## Leitura recomendada
- COUTINHAS, José Manuel (2006). Aproximação à identidade etno-cultural dos Callaeci Bracari. Porto: [s.n.]
- FONSECA, Carlos Fonseca; ALCÂNTARA, Fernanda (2013). A pedra formosa de Briteiros: Portal de uma cultura Atlântica. Guimarães: Casa da Senhora Aninhas. 43 páginas
- LEMOS, Sande Lemos; CRUZ, Gonçalo Correia (2011). Citânia de Briteiros: Povoado proto-histórico. Guimarães: Sociedade Martins Sarmento. p. 118. ISBN 978-972-8078-96-6
- MEIRELES, Maria José (2009). Os sete guerreiros da lua: Citânia de Briteiros. Ribeirão: Húmus. p. 39. ISBN 978-989-8139-11-5
- MEIRELES, Maria José (2009). Os sete guerreiros da lua: Citânia de Briteiros. Ribeirão: Húmus. p. 39. ISBN 978-989-8139-11-5
- SILVA, Armando Coelho Ferreira da (1986). A Cultura Castreja do Noroeste Peninsular. Paços de Ferreira: [s.n.]